# Poré (Guiaro)
Pour les articles homonymes, voir Poré.
Poré est une commune rurale située dans le département de Guiaro de la province du Nahouri dans la région du Centre-Sud au Burkina Faso.

## Géographie
Poré est situé à 20 km à l'ouest de Guiaro.

## Santé et éducation
Le centre de soins le plus proche de Poré est le centre de santé et de promotion sociale (CSPS) de Boala.